# Előfogati mozdony

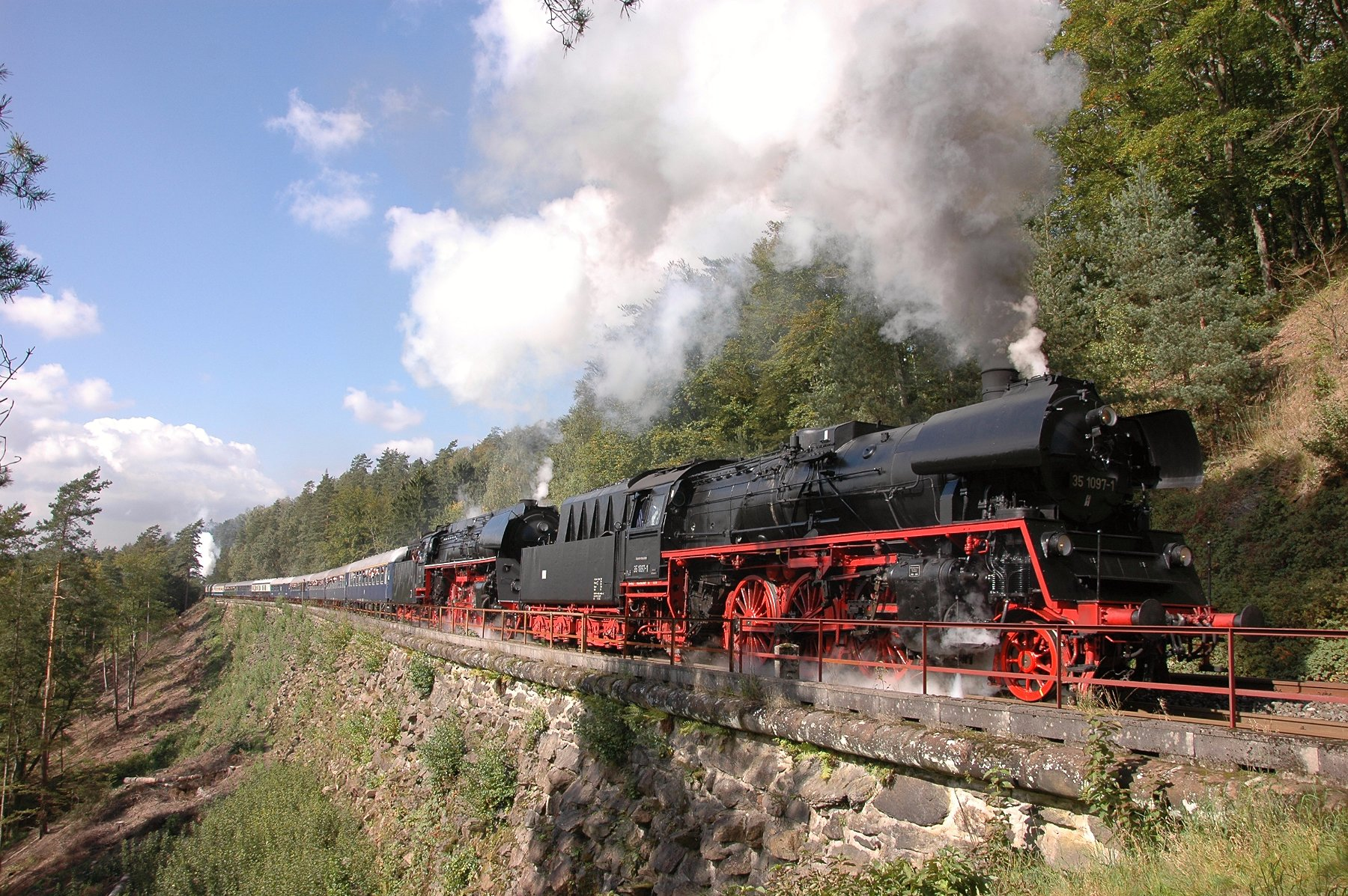
Előfogatolt gőzmozdony

Az előfogati mozdony a vonat továbbítását végző mozdony elé kapcsolt további mozdony.
A vasútüzemben az előfogati mozdony vagy röviden előfogat, amikor két vontatójármű van a vonat élén külön mozdonyvezetővel közös vezérlés használata nélkül. A mozdonyok általában két- vagy több csatlósak és vagy eltérő sorozatúak, vagy nem kompatibilisek. Többféle megoldás létezik a vonóerő növelésére: az előfogat, amikor mindkét mozdony a vonat élén. Ebben az esetben a vonatféket az előfogati mozdony vezetője működteti. Másik megoldás a tolómozdony, amikor a többlet vonóerőt a szerelvény végén tolómozdonnyal biztosítják. Az előfogat előnye a valódi többrészes vontatással szemben, hogy nincsenek a tolásból származó ütközések és kígyózások a vonat törzsén. Alkalmazásának határt szab elsősorban az európai hálózatokon a kapcsolókészülékek teherbírása.
Alkalmazásának okai:
- a vonóerő növelése
- a mozdony üresjárat csökkentése (Csak addig alkalmazzák, amíg szükséges a többlet vonóerő. Ez főként az un tolóüzemű mozdonynál jelentkezik, amelynek nem kell a következő állomásig elmenni a vonattal, hanem visszatérhet már korábban, mivel a vonat végén van)
- a meglévő vonatfékerő növelése meredek lejtőkön

Az előfogatolás lehet tervezett vagy nem tervezett. Nem tervezett, ha a vonat pl. a szokásosnál nehezebb, s ezért a mozdonya egyedül nem képes az emelkedőkre felhúzni. Tervezett, amikor a pálya egyes meredek szakaszai legyőzéséhez van szükség csak nagyobb vonóerőre, a nagyobbik részén gazdaságtalan lenne szükségtelenül nagy teljesítményű mozdony alkalmazása.

## Fordítás
- Ez a szócikk részben vagy egészben  a   Vorspanntriebfahrzeug című német Wikipédia-szócikk fordításán alapul.  Az eredeti cikk szerkesztőit annak laptörténete sorolja fel. Ez a jelzés csupán a megfogalmazás eredetét és a szerzői jogokat jelzi, nem szolgál a cikkben szereplő információk forrásmegjelöléseként.